# Bombus lepidus
Bombus lepidus là một loài Hymenoptera trong họ Apidae. Loài này được Skorikov mô tả khoa học năm 1912.